# Campeonato Asiático de Atletismo de 2013 - 200 m masculino
A prova dos 200 metros masculino do Campeonato Asiático de Atletismo de 2013 foi disputada entre os dias 6 e 7 de julho de 2013 no Shree Shiv Chhatrapati Sports Complex em Pune, na Índia. 

## Recordes
Antes desta competição, os recordes mundiais e do campeonato nesta prova eram os seguintes:
|                       | Nome                           | Nacionalidade       | Tempo  | Local        | Data                    |
| --------------------- | ------------------------------ | ------------------- | ------ | ------------ | ----------------------- |
| Recorde mundial       | Usain Bolt                     | Jamaica             | 19s 19 | Berlim       | 20 de agosto de 2009    |
| Recorde do campeonato | Jang Jae-KeunFemi Seun Ogunode | Coreia do Sul Catar | 20s 41 | Jacarta Kobe | 198510 de julho de 2011 |
| Recorde asiático      | Shingo Suetsugu                | Japão               | 20s 03 | Yokohama     | 7 de junho de 2003      |

## Medalhistas
| Ouro             | Prata                 | Bronze           |
| Xie Zhenye (CHN) | Fahad Al-Subaie (KSA) | Kei Takase (JPN) |

## Cronograma
Todos os horários são locais (UTC+5:30).
| Data       | Hora  | Evento    |
| ---------- | ----- | --------- |
| 6 de julho | 9:00  | Bateria   |
| 6 de julho | 18:45 | Semifinal |
| 7 de julho | 16:40 | Final     |

## Resultados

### Bateria
Qualificação: 3 atletas de cada bateria  (Q) mais os  4 melhores qualificados (q). 
| Posição | Bateria | Atleta                     | Nacionalidade          | Tempo | Notas |
| ------- | ------- | -------------------------- | ---------------------- | ----- | ----- |
| 1       | 3       | Fahad Al-Subaie            | Arábia Saudita         | 20.89 | Q     |
| 2       | 3       | Xie Zhenye                 | China                  | 21.05 | Q     |
| 3       | 4       | Samuel Francis             | Catar                  | 21.13 | Q     |
| 4       | 4       | Reza Ghasemi               | Irão                   | 21.15 | Q     |
| 5       | 2       | Kei Takase                 | Japão                  | 21.26 | Q     |
| 6       | 1       | Yuichi Kobayashi           | Japão                  | 21.37 | Q     |
| 7       | 4       | Hassan Saaid               | Maldivas               | 21.49 | Q     |
| 8       | 2       | Lo Yen-Yao                 | Taipé Chinesa          | 21.58 | Q     |
| 9       | 4       | Pratik Ninawe              | Índia                  | 21.59 | q     |
| 10      | 4       | Liaquat Ali                | Paquistão              | 21.60 | q     |
| 11      | 3       | Chan Yan Lam               | Hong Kong              | 21.64 | Q     |
| 12      | 1       | Amiya Mallick              | Índia                  | 21.77 | Q     |
| 13      | 4       | Aleksandr Pronzhenko       | Tajiquistão            | 21.95 | q     |
| 14      | 1       | Ali Hassan Al-Jassim       | Catar                  | 22.06 | Q     |
| 15      | 2       | Leung Ki Ho                | Hong Kong              | 22.12 | Q     |
| 16      | 2       | Pin Wanheab                | Camboja                | 22.22 | q     |
| 17      | 2       | Ritesh Anand               | Índia                  | 22.24 |       |
| 18      | 2       | Azneem Ahmed               | Maldivas               | 22.30 |       |
| 19      | 4       | Mesbah Ahmmed              | Bangladesh             | 22.35 |       |
| 20      | 2       | Tilak Ram Tharu            | Nepal                  | 22.50 |       |
| 21      | 3       | Khalifa Ibrahim            | Emirados Árabes Unidos | 22.61 |       |
| 22      | 3       | Lam Kin Hang               | Macau                  | 22.77 |       |
| 23      | 1       | Mohammad Abu Rayhan Musafa | Bangladesh             | 22.86 |       |
| 24      | 3       | Salim Saleh Al-Hekr        | Iêmen                  | 23.23 |       |
| 25      | 1       | Chan Kin Fong              | Macau                  | 23.38 |       |
| 26      | 1       | Sundui Munkhsaikhan        | Mongólia               | 23.61 |       |
| 27      | 2       | Myagmar Davaakhuu          | Mongólia               | 23.73 |       |
| 28      | 1       | Cho Kyu-won                | Coreia do Sul          | 31.98 |       |
| 29      | 1       | Mohamed Salman             | Bahrein                | DSQ   |       |
| 29      | 3       | Ali Al-Doseri              | Bahrein                | DSQ   |       |
| 30      | 3       | Hassan Taftian             | Irão                   | DNS   |       |

### Semifinal
Qualificação: 3 atletas de cada bateria  (Q) mais os  2 melhores qualificados (q).
| Posição | Bateria | Atleta               | Nacionalidade  | Tempo | Notas            |
| ------- | ------- | -------------------- | -------------- | ----- | ---------------- |
| 1       | 1       | Fahad Al-Subaie      | Arábia Saudita | 20.78 | Q                |
| 2       | 1       | Xie Zhenye           | China          | 20.88 | Q                |
| 3       | 2       | Kei Takase           | Japão          | 20.89 | Q                |
| 4       | 2       | Reza Ghasemi         | Irão           | 20.93 | Q                |
| 5       | 2       | Samuel Francis       | Catar          | 21.02 | Q                |
| 6       | 1       | Yuichi Kobayashi     | Japão          | 21.04 | Q                |
| 7       | 2       | Liaquat Ali          | Paquistão      | 21.24 | q                |
| 8       | 2       | Lo Yen-Yao           | Taipé Chinesa  | 21.25 | q                |
| 9       | 1       | Hassan Saaid         | Maldivas       | 21.37 | Recorde nacional |
| 10      | 1       | Amiya Mallick        | Índia          | 21.67 |                  |
| 11      | 2       | Pratik Ninawe        | Índia          | 21.72 |                  |
| 12      | 1       | Leung Ki Ho          | Hong Kong      | 21.84 |                  |
| 13      | 2       | Aleksandr Pronzhenko | Tajiquistão    | 21.89 |                  |
| 14      | 1       | Pin Wanheab          | Camboja        | 22.03 |                  |
| 15      | 1       | Ali Hassan Al-Jassim | Catar          | 22.04 |                  |
| 16      | 2       | Chan Yan Lam         | Hong Kong      | 23.58 |                  |

### Final
A final da prova ocorreu dia 7 de julho às 16:40.
| Posição           | Atleta           | Nacionalidade  | Tempo  | Notas |
| ----------------- | ---------------- | -------------- | ------ | ----- |
| Medalha de ouro   | Xie Zhenye       | China          | 20.87  |       |
| Medalha de prata  | Fahad Al-Subaie  | Arábia Saudita | 20.912 |       |
| Medalha de bronze | Kei Takase       | Japão          | 20.918 |       |
| 4                 | Reza Ghasemi     | Irão           | 20.98  |       |
| 5                 | Yuichi Kobayashi | Japão          | 21.02  |       |
| 6                 | Lo Yen-Yao       | Taipé Chinesa  | 21.39  |       |
| 7                 | Liaquat Ali      | Paquistão      | 21.41  |       |
| 8                 | Samuel Francis   | Catar          | DNS    |       |

Legenda
| Recorde mundial       | Recorde mundial (World record)               |                       | Recorde africano                      | Recorde africano (African) |                                           | Q | Classificado por posição (Qualified) |
| Recorde do campeonato | Recorde do campeonato (Championship record)  | Recorde da América    | Recorde da América (Americas)         | q                          | Classificado por melhor tempo (Qualified) |   |                                      |
| Melhor marca do ano   | Melhor marca do ano (World leading)          | Recorde asiático      | Recorde asiático (Asian)              | DNS                        | Não largou (Did not start)                |   |                                      |
| Recorde nacional      | Recorde nacional (National record)           | Recorde europeu       | Recorde europeu (European)            | DNF                        | Não terminou (Did not finish)             |   |                                      |
| Recorde pessoal       | Recorde pessoal do atleta (Personal best)    | Recorde da Oceania    | Recorde da Oceania (Oceania)          | DSQ / DQ                   | Desclassificado (Disqualified)            |   |                                      |
| Recorde da temporada  | Recorde da temporada do atleta (Season best) | Recorde sul-americano | Recorde sul-americano (South America) | NM                         | Sem marca (No mark)                       |   |                                      |